# Vau i Dejës
Vau i Dejës é uma cidade e município (em albanês:  bashkia) da Albânia localizado no distrito de Escodra, prefeitura de Escodra.